# Scopri il commerciante
Scopri il commerciante è un gioco di carte dove spesso viene usato bere e può essere giocato soltanto da più di due persone. Il nome si riferisce praticamente alla fine del gioco, quando la maggior parte delle carte sono state usate ed i giocatori stanno per scoprire facilmente il banco indovinando le carte correttamente.

## Equipaggiamento
- Un mazzo standard con 52 carte
- Birra

## Regole
- Il commerciante tiene il banco delle carte ed i giocatori devono indovinare a turno che carta (appena il numero) è sulla parte superiore del banco.
  - Se la prima risposta è corretta, il commerciante deve bere per 10 secondi.
  - Se la prima risposta è errata, il commerciante indica se "più alta" o "più bassa" della risposta del giocatore.
  - Se la seconda risposta è corretta, il commerciante deve bere per 5 secondi.
  - Se la seconda risposta è errata, il giocatore deve bere per altrettanti secondi pari al numero reale della carta pescata.
- Il commerciante ogni volta mette le carte pescate rivolte verso l'alto sul banco in modo che i partecipanti conoscano le carte già usate.
- Dopo che 3 persone in fila non indovinano le carte, alla loro seconda risposta, il commerciante passa le carte al giocatore seguente.[1][2][3][4]